# Österreichischer EU-Ratsvorsitz 2018
Der österreichische Vorsitz im Rat der Europäischen Union 2018 (auch Ratsvorsitz oder Ratspräsidentschaft genannt) bezeichnet den Vorsitz der Republik Österreich im Rat der Europäischen Union in der zweiten Jahreshälfte 2018. Es war nach 1998 und 2006 der dritte Ratsvorsitz Österreichs, nachdem es 1995 der EU beigetreten ist.

## Geschichte
Ursprünglich war der österreichische Ratsvorsitz für das erste Halbjahr 2019 vorgesehen, nach dem Verzicht des Vereinigten Königreiches aufgrund seines geplanten EU-Austritts rückten alle folgenden Vorsitzstaaten um jeweils ein halbes Jahr vor. Nach 1999 und 2006 handelte es sich um die dritte Vorsitzführung Österreichs seit dem EU-Beitritt Österreichs im Jahr 1995. Österreich bildete seit 1. Juli 2017 ein Trio mit Estland und Bulgarien. Von der Ratspräsidentschaft abgelöst wurde das Land am 1. Jänner 2019 durch Rumänien.

### 2016
Im Juni 2016 wurde eine Lenkungsgruppe unter dem gemeinsamen Vorsitz des Bundeskanzleramtes und des Bundesministeriums für Europa, Integration und Äußeres eingerichtet. In dieser sind alle Ministerien und Vertreter des Parlaments, der Länder, der Präsidentschaftskanzlei und der Sozialpartner vertreten. Zu den Aufgaben der Lenkungsgruppe zählen die inhaltliche Vorbereitung und die Planung der politischen Tagungen und sonstiger Veranstaltungen. Im Dezember 2016 wurde außerdem ein für organisatorische und logistische Fragen zuständiges Exekutivsekretariat im Bundesministerium für Europa, Integration und Äußeres eingerichtet.

### 2017
Ende November 2017 wurde der Vorsitzkalenderentwurf offiziell im Brüsseler EU-Ratssekretariat eingereicht. Die meisten informellen EU-Sitzungen sollten in Wien stattfinden, einzelne EU-Ministerräte wurden in Linz (Energierat), Alpbach (Agrarministerrat) und Graz (Umwelt- und Verkehrsrat) geplant. Das informelle Gipfeltreffen der EU-Staats- und -Regierungschefs am 20. September 2018 in Wien zur Inneren Sicherheit sollte sich mit den Kontrollen an den EU-Außengrenzen, Informationsaustausch, operationeller Zusammenarbeit, Sicherheit und Strafverfolgung im Cyberspace sowie Verhinderung von Radikalisierung befassen.
Zu Beginn des österreichischen EU-Ratsvorsitz war am 4. Juli 2018 eine Konferenz zu Integrationsfragen in Wien geplant. Als Verhandlungsort sollte unter anderem das Winterpalais Prinz Eugen dienen.
Nach der Angelobung der Bundesregierung Kurz I am 18. Dezember 2017 wurde zwei Tage später eine neue Ressortaufteilung durch Novelle des Bundesministeriengesetzes beschlossen, die am 8. Jänner 2018 in Kraft trat.
Das Bundeskanzleramt und Kanzleramtsminister Gernot Blümel (ÖVP) sollten sich laut Regierungssprecher Peter Launsky-Tieffenthal um die EU betreffende Grundsatzfragen, die Koordination der österreichischen Position sowie um die Vorbereitungen auf den EU-Vorsitz kümmern. Das Außenministerium unter Außenministerin Karin Kneissl (parteilos, von der FPÖ nominiert) sei für bilaterale Beziehungen zu EU-Mitgliedsstaaten und europäischen Nicht-EU-Mitgliedern zuständig.

### 2018

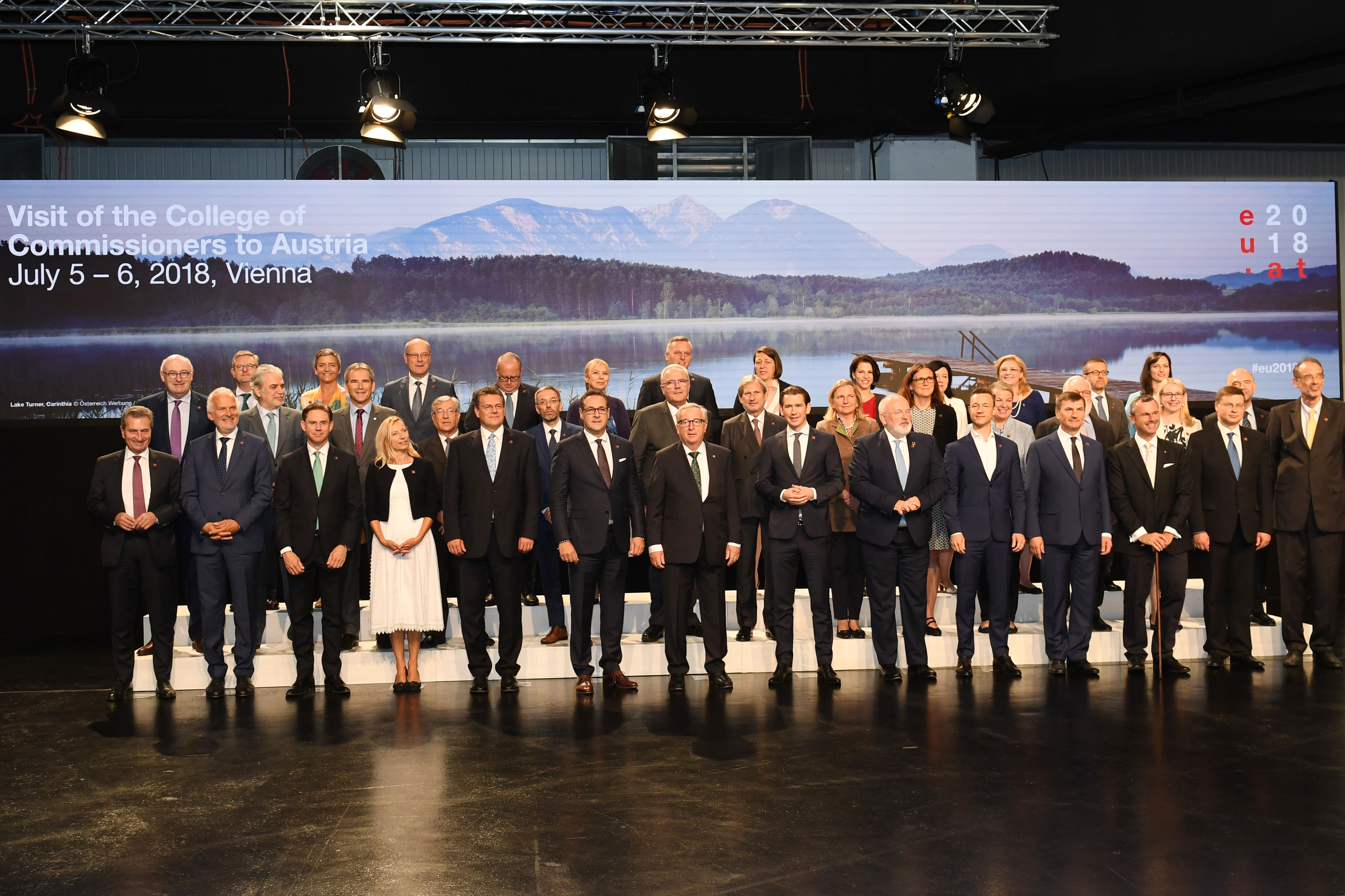
Treffen der Bundesregierung Kurz I mit der Europäischen Kommission am 6. Juli 2018

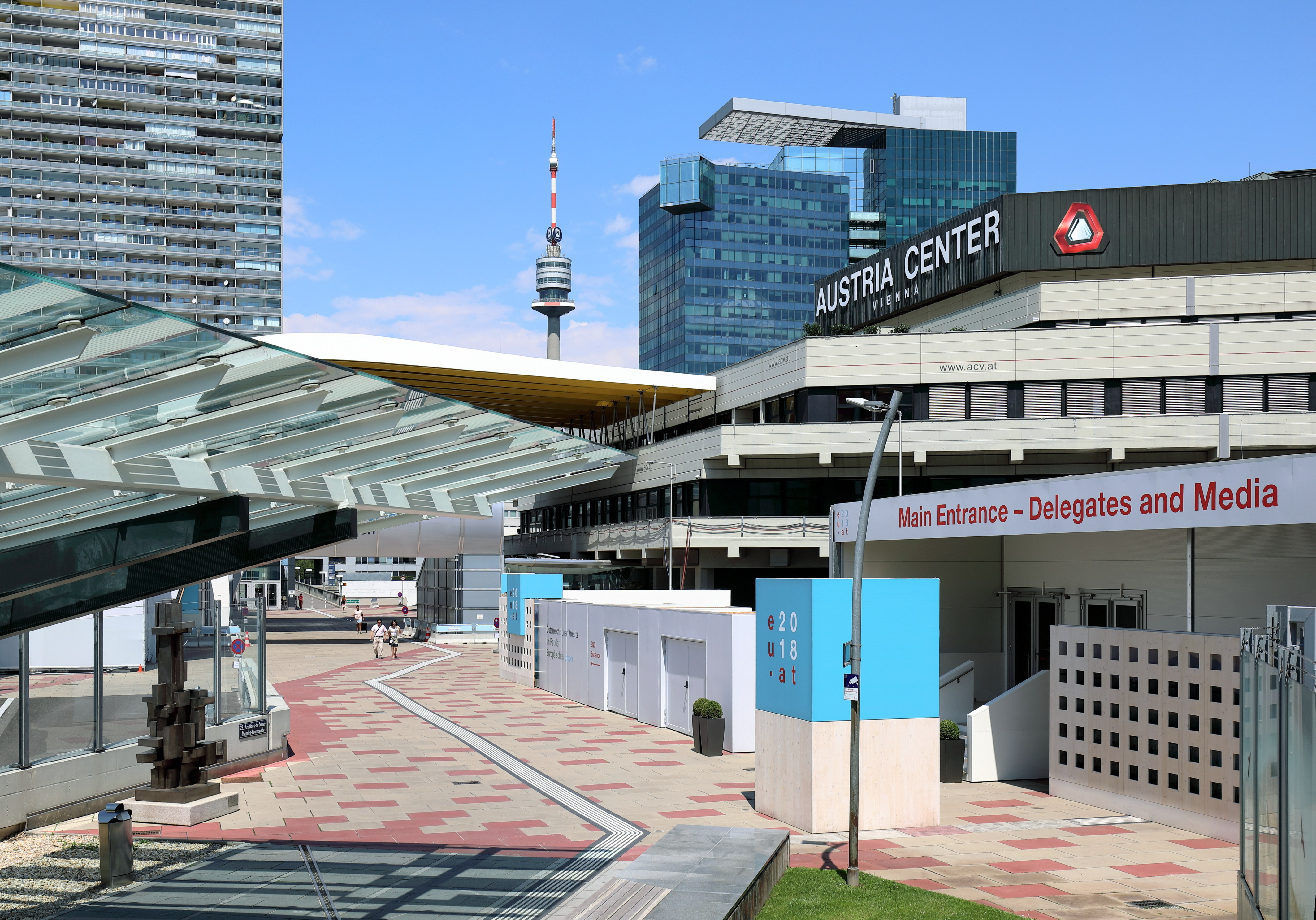
Der für den EU-Ratsvorsitz 2018 adaptierte Zugangsbereich zum Austria Center Vienna, in dem die meisten Veranstaltungen stattfinden

Bundespräsident Alexander Van der Bellen lud die Staatsoberhäupter der österreichischen EU-Ratsvorsitz-Partner Estland und Bulgarien zum Neujahrskonzert der Wiener Philharmoniker 2018 ein. Van der Bellen und seine Frau Doris Schmidauer begrüßten die estnische Präsidentin Kersti Kaljulaid und ihren Ehemann Georgi-Rene Maksimovski sowie den bulgarischen Präsidenten Rumen Radew und dessen Ehefrau Desislawa Radewa im Wiener Musikverein.
Während der sechs Monate war ein Baustellenstopp an wichtigen Verkehrsrouten in Wien geplant, davon betroffen waren unter anderem auch Bauarbeiten an der U-Bahn-Linie 2 (U2) und der U-Bahn-Linie 5 (U5).
Während dieser Zeit wurden auch private Baustellen eingeschränkt, in den Zonen rund um die Veranstaltungsorte mussten diese spezielle Auflagen erfüllen. Unter anderem sollte verhindert werden, dass Baustellenteile zweckentfremdet und damit zu einer möglichen Gefahr werden können.
Im März 2018 präsentierten Sebastian Kurz, Gernot Blümel und Karin Kneissl die Schwerpunkte des österreichischen EU-Ratsvorsitzes im zweiten Halbjahr 2018. Als größte Herausforderungen innerhalb der EU sah Kurz die Abwicklung des EU-Austrittes des Vereinigten Königreichs und die Erstellung des mehrjährigen EU-Finanzrahmes nach 2020. Kneissl erklärte das Heranführen der Länder Südosteuropas an die EU als einen Schwerpunkt, sie wolle außerdem im Bereich der EU-Außenpolitik EU-Außenbeauftragte Federica Mogherini, wo es erforderlich und erwünscht ist, vertreten. Für den Vorsitz wurden Kosten von 43 Millionen Euro veranschlagt.
Im Juni 2018 wurde bekannt, dass laut Anfragebeantwortung der Ministerien die Sachkosten 92,8 Millionen Euro betragen sollen, zusätzliche Personalkosten seien dabei noch nicht berücksichtigt.
Ebenfalls im März 2018 riefen rund 90 Personen aus verschiedenen Ländern zum Boykott von FPÖ-Ministern und des österreichischen EU-Ratsvorsitzes auf, unterzeichnet wurde der in der israelischen Tageszeitung Haaretz veröffentlichte Aufruf unter anderem von Bernard Kouchner, José Ramos-Horta und Miguel Ángel Moratinos.
Am 6. Juni flog die gesamte österreichische Regierung nach Brüssel, um dort bei der Ständigen Vertretung Österreichs bei der Europäischen Union einen informellen, einstündigen Ministerrat abzuhalten. Anschließend wurde gemeinsam mit der EU-Kommission die Feinabstimmung des Programms für den Ratsvorsitz vorgenommen. Für den Ministerrat reisten insgesamt 59 Personen nach Brüssel, die Reisekosten betrugen rund 48.000 Euro.
Am 30. Juni 2018 übergab der bulgarische Ministerpräsident Bojko Borissow den Vorsitz an Bundeskanzler Sebastian Kurz im Rahmen eines Festes unter dem Motto „Servus Europa“ auf der Planai in Schladming. Für die musikalische Gestaltung sorgten unter anderem die Seer, Opus und Cesár Sampson. Die Kosten der Auftakt-Veranstaltung beliefen sich auf rund 2,7 Millionen Euro.
Die Österreichische Post gab anlässlich des österreichischen Ratsvorsitzes eine Sonderbriefmarke mit der Aufschrift EU RATS PRÄSIDENTSCHAFT heraus.
Am 21. Dezember 2018 übergab Bundeskanzler Kurz die EU-Ratspräsidentschaft im Rahmen von Treffen mit Ministerpräsidentin Viorica Dăncilă und Staatspräsident Klaus Johannis in Bukarest symbolisch an Rumänien.
Im Dezember 2018 wurde bekannt, dass bei dem informellen EU-Außenministertreffen Ende August in Wien eine gefälschte Zutrittskarte mit einem Foto des im Jahr 1916 gestorbenen Kaisers Franz Joseph I. inklusive zugehöriger Namensangabe im Umlauf gewesen sein soll. Die grüne Bundesrätin Ewa Dziedzic stellte dazu eine parlamentarische Anfrage, wie es zu deren Ausstellung kommen konnte.
Insgesamt wurden in den sechs Monaten 2062 Sitzungen von den Mitgliedern von Österreichs Ständiger Vertretung bei der EU vorbereitet und geleitet. Vier EU-Gipfel fielen in die Zeit der Ratspräsidentschaft, 36 Räte von Ministerinnen und Minister in Brüssel und 13 informelle in Österreich. Partner des Ratsvorsitzes waren Porsche Austria (mit Audi und VW), ORF, ÖBB, Wiener Städtische Versicherung, Vöslauer, Rauch, Österreichische Post, Heindl, Mondi, DHL, A1 Telekom Austria, Microsoft, Wiener Porzellanmanufaktur Augarten und „Zur Schwäbischen Jungfrau“.
Unter dem österreichischen Ratsvorsitz wurden „53 politische Einigungen mit dem Europäischen Parlament und 75 Einigungen im Rat erzielt, 56 Schlussfolgerungen und Empfehlungen angenommen, 509 weitere Entscheidungen des Rates erreicht und 52 Rechtsakte vom Rat und dem Europäischen Parlament unterschrieben.“

### 2019
Im März 2019 gab Regierungssprecher Peter Launsky-Tieffenthal bekannt, das bis zum Stichtag 31. Jänner 2019 aus dem Zentralbudget von 42,2 Millionen Euro rund 36,4 Millionen Euro abgerufen wurden. Damit wurden unter anderem die Kosten für die Permanente Konferenzfazilität Austria Center Vienna gedeckt. In den Ministerien fielen Kosten von insgesamt rund 56,7 Millionen Euro an, die aus den Mitteln der Ressorts bestritten wurden. Laut dem Institut für Höhere Studien soll der Ratsvorsitz rund 136,9 Millionen Euro zum österreichischen Bruttoinlandsprodukt beigetragen haben.

## Rezeption
Hans-Peter Siebenhaar nannte im Handelsblatt sieben Gründe, warum Österreichs EU-Ratspräsidentschaft enttäuscht hat. Er kam zum Schluss, dass die Möglichkeiten einer EU-Ratspräsidentschaft sehr limitiert seien, insbesondere wenn es sich um ein kleines Land mit überschaubarem wirtschaftlichem Gewicht handelt. Allerdings habe die Republik Österreich bewiesen, dass sie ist ein exzellenter Gastgeber sei, der auch eine komplexe Logistik beherrscht. Die außergewöhnliche gute Organisation der vielen Ministertreffen sowie des EU-Gipfels in Salzburg wären Beispiel für die professionelle Gastgeberrolle.
Ähnlich Rainer Nowak in der Tageszeitung Die Presse, der meinte, dass Österreich die Aufgabe organisatorisch fast perfekt hinbekommen hätte und die richtigen Orte und Kulissen gewählt habe.
Die deutsche Bild-Zeitung meinte, Verkehrsminister Norbert Hofer habe die europaweite Zeitumstellung „verschnarcht“, dem „Dösi-Ösi“ sei es während der Ratspräsidentschaft gelungen, „alle Dynamik des EU-Vorzeigeprojekts“ abzuwürgen. Seine Sprecherin entgegnete, dass Hofer alles versucht habe, das Problem zu lösen. Christoph Pinter, Leiter des Österreich-Büros des UNO-Flüchtlingshochkommissariats UNHCR, meinte, dass Migration zwar ein Schwerpunkt des EU-Ratsvorsitzes war, „maßgebliche Beschlüsse“ hätte es jedoch nicht gegeben.

## Prioritäten des österreichischen EU-Ratsvorsitz
Schwerpunkte des österreichischen Ratsvorsitz waren:
- Mehrjähriger Finanzrahmen 2021–2027
- Verhandlungen des Austritts des Vereinigten Königreichs
- Sicherung der Außengrenzen der Europäischen Union
- Überprüfung und Aktualisierung der Förderprogramme der EU
- Stärkung der europäischen Identität

Im Sinne des Mottos des österreichischen Ratsvorsitzes – „Ein Europa, das schützt“ – wurde die effektive Schutzfunktion der EU insbesondere in drei Schwerpunktbereichen in den Vordergrund gestellt:
- Sicherheit und Kampf gegen illegale Migration
- Sicherung des Wohlstands und der Wettbewerbsfähigkeit durch Digitalisierung
- Stabilität in der Nachbarschaft – Heranführung des Westbalkans/Südosteuropas an die EU